# Stefano Visini
Stefano Visini (...) è un ex mezzofondista e fondista di corsa in montagna italiano.

## Biografia
Nel 1978 si è piazzato in quarantunesima posizione nella gara juniores dei Mondiali di corsa campestre.
Nel 1985 ha partecipato alla prima edizione dei campionati mondiali di corsa in montagna, piazzandosi in quinta posizione nella distanza corta e vincendo una medaglia d'oro a squadre.

## Palmarès
| Anno | Manifestazione                | Sede        | Evento         | Risultato | Prestazione | Note |
| ---- | ----------------------------- | ----------- | -------------- | --------- | ----------- | ---- |
| 1978 | Mondiali di cross             | Glasgow     | Corsa juniores | 41º       | 24'11"      |      |
| 1978 | Mondiali di cross             | Glasgow     | A squadre      | 8º        | 111 p.      |      |
| 1985 | Mondiali di corsa in montagna | San Vigilio | Distanza corta | 5º        | 34'50"      |      |
| 1985 | Mondiali di corsa in montagna | San Vigilio | A squadre      | Oro       | 9 p.        |      |

## Campionati nazionali
1977
- Oro ai campionati italiani juniores di corsa in montagna

## Altre competizioni internazionali
1976
- Oro al Cross di Garbagnate ( Garbagnate Milanese), gara allievi - 13'42"

1977
- Argento al Cross dell'Altopiano ( Clusone), gara juniores

1978
- 4º alla Cinque Mulini ( San Vittore Olona), gara juniores - 24'51"8

1982
- Bronzo al Trofeo Normanni ( San Pellegrino Terme)
- Oro al Cross di Ponte San Pietro ( Ponte San Pietro)

1983
- Argento al Cross di Grassobbio ( Grassobbio)

1984
- 9º al Cross dell'Altopiano ( Clusone) - 29'46"
- 16º al Cross di Volpiano ( Volpiano)

1985
- Oro al Cross di Ponte San Pietro ( Ponte San Pietro)
- 4º alla Scalata allo Zucco ( San Pellegrino Terme) - 1h13'34"